# Лоренцо Мінотті
Лоренцо Мінотті (італ. Lorenzo Minotti, * 8 лютого 1967, Чезена) — колишній італійський футболіст, захисник. По завершенні ігрової кар'єри — спортивний функціонер.
Як гравець насамперед відомий виступами за клуб «Парма», а також національну збірну Італії.
Володар Кубка Італії. Володар Кубка Кубків УЄФА. Володар Кубка УЄФА.

## Клубна кар'єра
Вихованець футбольної школи клубу «Чезена». Дорослу футбольну кар'єру розпочав 1985 року в основній команді того ж клубу, в якій провів два сезони, взявши участь у 14 матчах чемпіонату.
Своєю грою за цю команду привернув увагу представників тренерського штабу клубу «Парма», до складу якого приєднався 1987 року. Відіграв за пармську команду наступні дев'ять сезонів своєї ігрової кар'єри. Більшість часу, проведеного у складі «Парми», був основним гравцем захисту команди. За цей час виборов титул володаря Кубка Італії, ставав володарем Кубка Кубків УЄФА, володарем Кубка УЄФА.
Згодом з 1996 по 2000 рік грав у складі команд клубів «Кальярі» та «Торіно».
Завершив професійну ігрову кар'єру у клубі «Тревізо», за команду якого виступав протягом 2000—2001 років.

## Виступи за збірну
1994 року дебютував в офіційних матчах у складі національної збірної Італії. Протягом кар'єри у національній команді, яка тривала усього 2 роки, провів у формі головної команди країни 8 матчів. У складі збірної був учасником чемпіонату світу 1994 року у США, де разом з командою здобув «срібло».
| Дата       | Місто   | Господарі | Результат | Гості     | Турнір             | Голи | Примітки         |
| ---------- | ------- | --------- | --------- | --------- | ------------------ | ---- | ---------------- |
| 16/02/1994 | Неаполь | Італія    | 0 – 1     | Франція   | товариський матч   | -    | вийшов на 65'    |
| 27/05/1994 | Парма   | Італія    | 2 – 0     | Фінляндія | товариський матч   | -    | вийшов на 46'    |
| 21/12/1994 | Пескара | Італія    | 3 – 1     | Туреччина | товариський матч   | -    |                  |
| 25/03/1995 | Салерно | Італія    | 4 – 1     | Естонія   | Відбір до ЧЄ 1996  | -    |                  |
| 29/03/1995 | Київ    | Україна   | 0 – 2     | Італія    | Відбір до ЧЄ 1996  | -    |                  |
| 26/04/1995 | Вільнюс | Литва     | 0 – 1     | Італія    | Відбір до ЧЄ 1996  | -    |                  |
| 19/06/1995 | Лозанна | Швейцарія | 0 – 1     | Італія    | товариський турнір | -    |                  |
| 21/06/1995 | Цюрих   | Італія    | 0 – 2     | Німеччина | товариський турнір | -    | замінений на 45' |
| Усього     |         | Матчів    | 8         |           | Голів              | 0    |                  |

## Титули і досягнення
- Володар Кубка Італії (1):

«Парма»: 1991–92
- Володар Кубка Кубків УЄФА (1):

«Парма»: 1992–93
- Володар Кубка УЄФА (1):

«Парма»: 1994–95
- Володар Суперкубка Європи (1):

«Парма»: 1993
- Віце-чемпіон світу: 1994